# Крейг Гіллеспі
Крейг Гіллеспі (англ. Craig Gillespie; нар. 1 вересня 1967) — австралійсько-американський режисер кіно, телебачення, музичних відеокліпів та реклами. Найбільш відомий за фільмами «Ларс і справжня дівчина» (2007), «Нічка жахів» (2011), «Я, Тоня» (2017) та «Круелла» (2021).

## Раннє життя
Народився та виріс в Сіднеї, а у дев'ятнадцять років переїхав до Нью-Йорка, щоб вивчати ілюстрацію, графічний дизайн та рекламу в Мангеттенській школі візуальних мистецтв.

## Кар'єра
Гіллеспі починав як стажер в рекламному агентстві J. Walter Thompson, Нью-Йорк. Потім перейшов до D'Arcy Masius Benton &amp; Bowles, BBDO, Deutsch та Ammirati & Puris, спочатку як арт-директор, а згодом як креативний директор. Після восьми років роботи в агентствах він зосередився на режисурі в 1995 році. Завдяки своєму досвіду роботи в рекламних роликах та в агентствах, наприкінці 1995 року Крейг отримав пропозицію від продюсерської компанії Fahrenheit Films, а через рік підписав контракт з Coppos Films. З MJZ працює з 2000 року і продовжує працювати комерційним режисер, зазвичай співпрацюючи з операторами Масанобу Такаянагі та Родріго Прієто. Після номінацій у 2001 та 2002 роках на премію Гільдії режисерів Америки в категорії «Видатні режисерські досягнення в рекламі», він переміг у 2006 році за рекламні ролики Ameriquest та Altoids. Він також отримав премію «Золотий лев» на Міжнародному фестивалі реклами «Каннські леви» 2005 року, а два його рекламні ролики належать до постійної колекції Музею сучасного мистецтва в центрі Мангеттена. Його рекламний ролик для «Снікерса», у якому Бетті Вайт грає у футбол на задньому дворі, був визнаний найкращим рекламним роликом Супербоулу XLIV за версією USA Today і йому приписують відновлення інтересу публіки до акторки.
Дебютним повнометражним фільмом Гіллеспі стала стрічка «Містер Вудкок» 2007 року. Він покинув проект після кількох негативних тестових показів, а багато сцен було переписано та перезнято. Девід Добкін замінив Гіллеспі на посаді режисера. Спочатку отримавши сценарій, Гіллеспі припускав, що глядачі добре відреагують на чорний гумор, який він використовував у своїх рекламних роликах, але, за його словами, «було очевидно, що глядачі хочуть ширшої комедії, а не тієї, яку створив я. Я зрозумів скрутне становище, в якому опинився New Line, тому відійшов убік». Менш ніж через місяць після завершення основних зйомок «Містер Вудкок» Гіллеспі розпочав передпродакшн фільму «Ларс і справжня дівчина». Сценарій Ларса був у нього чотири роки, але ще не було ні акторів, ні студії. Він вперше прочитав сценарій ще до того, як почав працювати над «Містером Вудкоком», але ідея «Ларса і справжньї дівчини» — чоловік закохується в секс-ляльку — від якої він сам мало не відмовився, вважаючи задум «абсурдною ідеєю», — відлякала багато великих студій. Тож спочатку Крейг вирішив зняти «Містер Вудкок».
Гіллеспі зрежисував епізоди різних серіалів, включаючи пілотну серію телесеріалу «Чотири життя Тари» Стівена Спілберга та Діабло Коді. Він мав знімати «Далласький клуб покупців» з Райаном Гослінгом в головній ролі, однак посаду режисера і головного актора натомість отримали Джин-Марк Валлі та Меттью МакКонахі. У березні 2010 року було оголошено, що Гіллеспі режисуватиме ремейк фільму «Ніч страху», у якому головні ролі виконали Колін Фаррелл, Антон Єльчин та Тоні Колетт. Гіллеспі та Сем Вортінгтон отримали нагороду «Australians in Film Breakthrough Award» 2009 року.
У 2011 році зняв музичний кліп на сингл Kid Cudi «No One Believes Me». Гіллеспі остаточно підписав контракт на режисуру екранізації роману «Гордість, упередження та зомбі» 18 квітня 2011 року, але пізніше покинув проєкт. У квітні 2014 року було оголошено, що Гіллеспі зрежисує фільм «Проти шторму» про берегову охорону, яка намагається врятувати екіпажі двох нафтових танкерів у 1952 році. Кріс Пайн, Кейсі Аффлек, Джош Стюарт, Грем Мактавіш та Кайл Галлнер виконали основні ролі. Декорації для фільму були зроблені в Квінсі.
Гіллеспі зняв біографічний фільм про фігуристку Тоню Гардінг « Я, Тоня» (2017) за участю Марго Роббі, Себастьяна Стена та Еллісон Дженні. У грудні 2018 року було оголошено, що Гіллеспі замінить Алекса Тімберса (через конфлікт у розкладі останнього) на посаді режисера ігрового спін-офу Disney «Сто один далматинець» під назвою «Круелла», прем'єра фільму відбулася 28 травня 2021 року; Емма Стоун зіграла Круеллу де Віль. У червні 2021 року було оголошено, що він повернеться, щоб зняти продовження «Круелли».
У квітні 2022 року Гіллеспі підписав контракт на режисуру екранізації книги Бена Мезріча «The Antisocial Network» про стрибок цін на акції GameStop для компанії Metro-Goldwyn-Mayer. Фільм під назвою «Дурні гроші»  вийшов 22 вересня 2023 року. У квітні 2024 року Гіллеспі розпочав переговори щодо режисури фільму DC Studios «Супердівчина», дія якого відбувається у всесвіті DC (DCU). У травні його було затверджено, а реліз стрічки запланували на 26 червня 2026 року.

## Фільмографія

### Кінофільми
| Рік  | Назва                   | Режисер | Продюсер   |
| ---- | ----------------------- | ------- | ---------- |
| 2007 | Містер Вудкок           | Так     | Ні         |
| 2007 | Ларс і справжня дівчина | Так     | Ні         |
| 2011 | Нічка жахів             | Так     | Ні         |
| 2014 | Рука на мільйон         | Так     | Ні         |
| 2016 | Проти шторму            | Так     | Ні         |
| 2017 | Я, Тоня                 | Так     | Виконавчий |
| 2021 | Круелла                 | Так     | Ні         |
| 2023 | Дурні гроші             | Так     | Так        |
| 2026 | Супердівчина            | Так     | Ні         |

### Телебачення
| Year    | Title             | Режисер | Виконавчий Продюсер | Епізоди               |
| ------- | ----------------- | ------- | ------------------- | --------------------- |
| 2009–10 | Чотири життя Тари | Так     | Ні                  | 6 епізодів            |
| 2010    | Моє покоління     | Так     | Ні                  | «Pilot»               |
| 2013    | Trooper           | Так     | Так                 | Невипущений пілот     |
| 2021    | Ритміка           | Так     | Так                 | «Let's Do This Thing» |
| 2022    | Пем і Томмі       | Так     | Так                 | 3 епізоди             |
| 2022    | Майк              | Так     | Так                 | 4 епізоди             |
| 2025    | Друзі та сусіди   | Так     | Так                 | 2 епізоди             |
| 2025    | Ідеальна сестра   | Так     | Так                 | «She's My Sister»     |

### Музичні відео
- Кід Каді — No One Believes Me (2011)